# Грбоња (лист)
Грбоња: лист за шалу, збиљу и сатиру је хумористичко-сатирични лист са сликама који је излазио у Београду од 1. априла 1886. до 1. маја 1886. године.

## Историјат
Грбоња: лист за шалу, збиљу и сатиру излазио је у Београду од 1. априла до 1. маја 1886. године. Изашло је укупно 11 бројева. Власник је био Милан Косановић, а одговорни уредник Мита М. Аврамовић.

### Политичка оријентисаност листа Грбоња
Крајем 19. века готово сви наши писци неговали су политичку сатиру, а покретано је и издавано много шаљивих листова  у којима су исмејавали и нападали политичке партије тог времена.
Лист Грбоња нападао је радикале и либерале, али и напредњаке. Због напада на владајућу партију, а то је тада била Напредна странка, обустављено је издавање листа. Власник листа Милан Косановић напушта Београд, одлази у Вршац и тамо покреће нови сатирични лист Мирођију (1891. године).

### Периодичност излажења
Излазио је двапут недељно на табаку са сликама.

### Цена листа
Цена за Србију: на годину дана 11 динара, на пола године 5,50 динара, на четврт године 3 динара, а на месец дана 1 динар 
Цена за иностранство: на годину дана 7 фор, на пола године 3,50 фор, а на четврт године 2 фор.

### Штампарија
Штампарија Београдског дневника

## Значај листа
Лист је значајан због чињенице да је у њему Војислав Илић објавио три песме: Већ се купа, Црни вео, пародија Змајевог превода из Пушкина и У лов! шпанска романса”.
Мото листа : Лист се не држи ни једне политичке партије, "но шиба све што је за осуду"

## Галерија
- Грбоња,број 8, 13. април 1886. године, стр.2
- Грбоња,насловна страна